# Ikpeng
Ikpeng es un pueblo indígena nómada de Brasil, también conocido como Txicão o Chicao. Su idioma hace parte de la familia Caribe.
Originarios de las cuencas de los ríos Teles Pires y Juruena, actualmente habitan principalmente en el Parque indígena de Xingu.

## Organización social
La aldea ikpeng tiene como centro ceremonial la plaza ritual o "luna" en forma de elipse. En el centro de ella está el mugnie, una cabaña sin paredes que sirve como sitio de reuniones y de fabricación de objetos rituales. Las mujeres se reúnen a menudo para preparar casabe de yuca y los hombres para organizar expediciones de pesca y caza. Alrededor están las malocas o casas donde residen hogares relacionados y cuyo centro es elíptico y sirve como circuito de danza. Cada maloca tiene un líder coordinador. Cada hogar tiene un fogón dentro de la maloca, que se utiliza para cocinar y para calentar las noches frías. Son polígamos y poliándricas, luego puede haber varios cónyuges compartiendo el mismo hogar. 